# 千葉県立養老渓谷奥清澄自然公園
千葉県立養老渓谷奥清澄自然公園（ちばけんりつようろうけいこくおくきよすみしぜんこうえん）は、養老渓谷・清澄山地を中心とした千葉県南部に位置する都道府県立自然公園。

## 概要

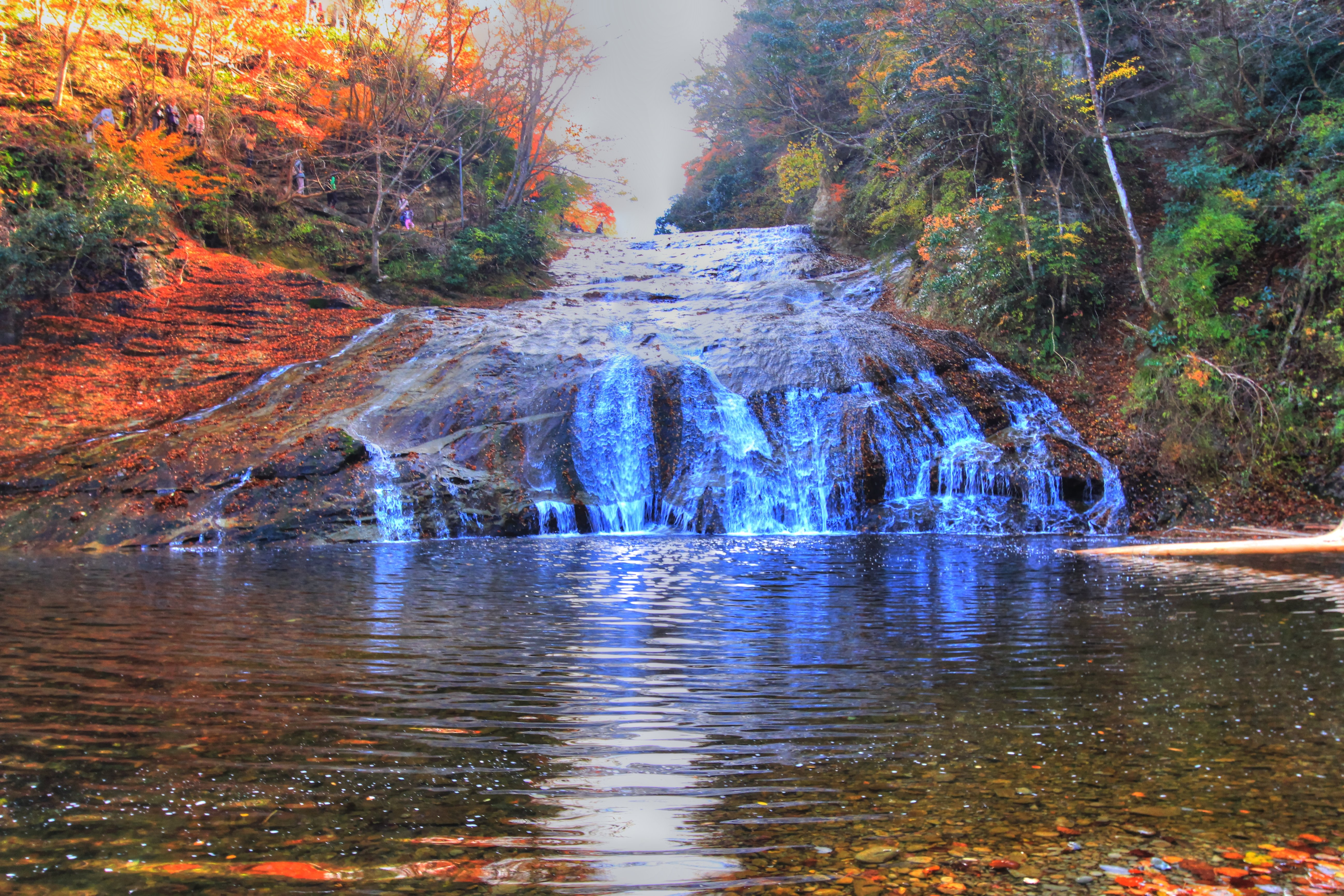
粟又の滝

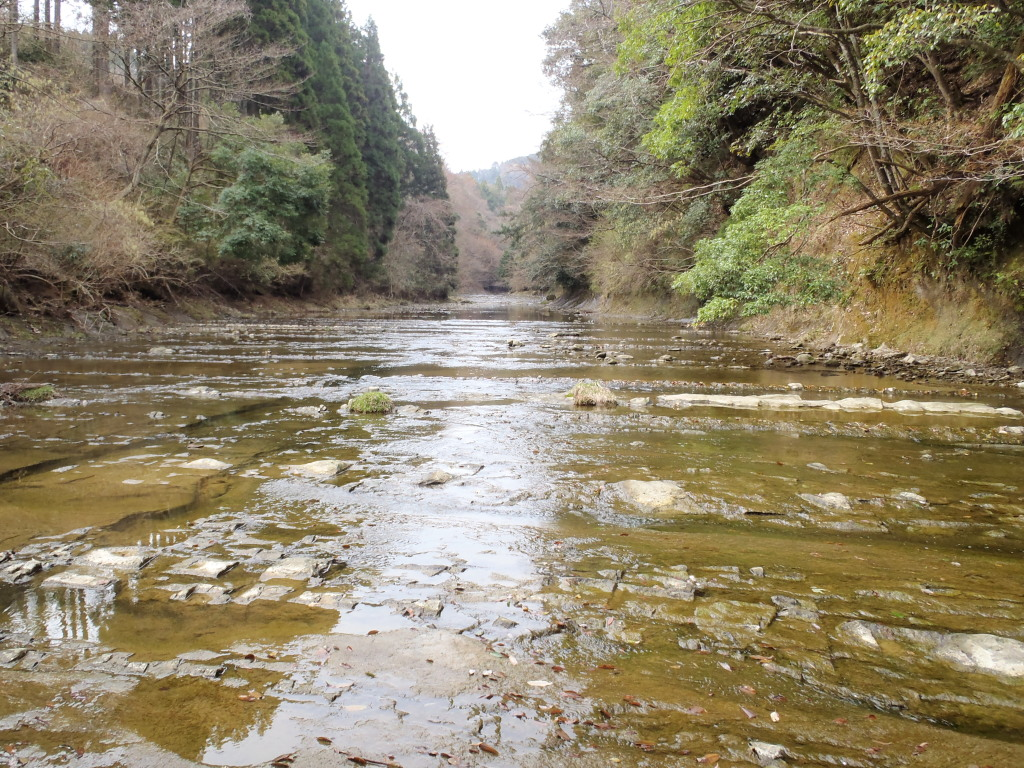
小櫃川上流（黄和田畑付近）

千葉県南部の市原市・君津市・鴨川市、夷隅郡大多喜町に位置し、養老渓谷・清澄山地を中心とした自然公園である。大福山、七里川渓谷、養老川上流部、小櫃川上流部、粟又の滝、四方木不動滝、四方木峠を区域に含む。清澄山地は東京大学千葉演習林を含むが、三石山・元清澄山の主峰は含まず、清澄山および清澄寺境内は南房総国定公園に属する（区域図参照）。区域の面積は27.90平方キロメートル。
奥清澄の七里川渓谷、養老渓谷の渓谷美や大福山北部自然環境保全地域や梅ヶ瀬渓谷自然環境保全地域とも隣接した豊かな自然が特色である。ハイキングに適しており、付近には遊歩道、散策路、温泉施設などが集約する。

## 沿革
- 1935年（昭和10年） - 自然公園指定。

## 区域
以下、区域図を参照。
- 区域図

## 地理

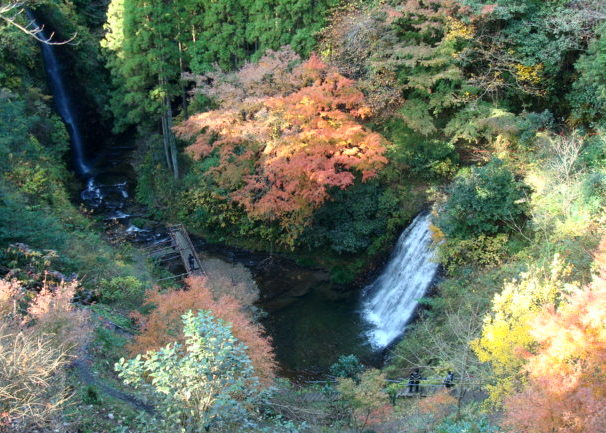
小沢又の滝（幻の滝）

- 養老渓谷（北緯35度15分27.4秒 東経140度9分36.3秒 / 北緯35.257611度 東経140.160083度）
- 大福山（北緯35度15分24.0秒 東経140度07分22.6秒 / 北緯35.256667度 東経140.122944度）
- 養老川（北緯35度15分13.1秒 東経140度9分40.4秒 / 北緯35.253639度 東経140.161222度）
- 懸崖境（北緯35度14分28.9秒 東経140度10分07.5秒 / 北緯35.241361度 東経140.168750度）
- 小沢又の滝（北緯35度13分37.3秒 東経140度10分28.6秒 / 北緯35.227028度 東経140.174611度）
- 昇龍の滝（北緯35度13分24.1秒 東経140度10分33.7秒 / 北緯35.223361度 東経140.176028度）
- 千代の滝（北緯35度13分14.7秒 東経140度10分48.5秒 / 北緯35.220750度 東経140.180139度）
- 粟又の滝（北緯35度13分08.4秒 東経140度10分57.0秒 / 北緯35.219000度 東経140.182500度）
- 小櫃川上流（北緯35度11分56.7秒 東経140度08分20.3秒 / 北緯35.199083度 東経140.138972度）
- 麻綿原高原[4]（北緯35度10分25.4秒 東経140度09分58.6秒 / 北緯35.173722度 東経140.166278度）
- 四方木不動滝（北緯35度10分25.9秒 東経140度08分31.2秒 / 北緯35.173861度 東経140.142000度）
- 四方木峠（北緯35度09分49.1秒 東経140度08分28.6秒 / 北緯35.163639度 東経140.141278度）
- 梅ヶ瀬渓谷（区域に隣接）

## 施設

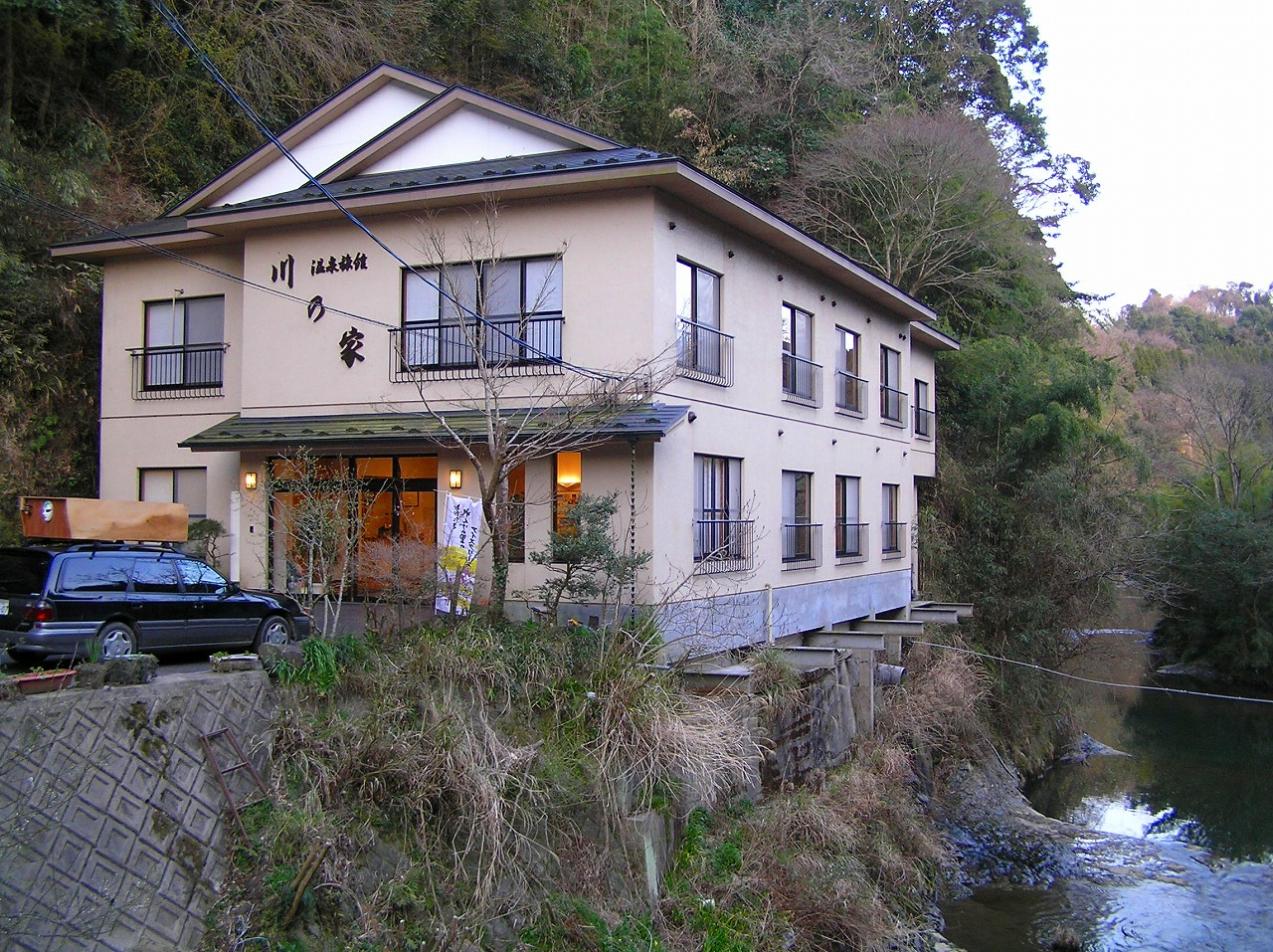
養老渓谷温泉「川の家」

養老渓谷・養老川周辺は養老渓谷温泉があり、川の家などの宿泊施設や足湯、日帰り温泉施設が点在する。
小櫃川周辺は七里川温泉があり、養老渓谷温泉同様、宿泊施設や、日帰り温泉施設が点在する。